# Хуліан Гансабаль
Хуліан Гансабаль (ісп. Julián Ganzábal; нар. 25 серпня 1946) — колишній аргентинський тенісист.
Найвищу одиночну позицію світового рейтингу — 68 місце досяг 6 липня 1976 року.
Здобув 4 одиночні титули.
Найвищим досягненням на турнірах Великого шолома було 3 коло в одиночному розряді.

## Фінали Гран-прі за кар'єру

### Парний розряд: 1 (0–1)
| Результат | W/L | Рік  | Турнір                | Покриття | Партнер       | Суперники                  | Рахунок            |
| --------- | --- | ---- | --------------------- | -------- | ------------- | -------------------------- | ------------------ |
| Поразка   | 0–1 | 1974 | Гілверсум, Нідерланди | Ґрунт    | Літо Альварес | Тіто Васкес Гільєрмо Вілас | 2–6, 6–3, 1–6, 2–6 |